# Marija Leiko
Marija Leiko (14 de agosto de 1887-3 de febrero de 1938), también conocida como Marija Leyko, era una actriz letona  de cine mudo de Europa, especialmente popular en Letonia, Alemania, y Rusia.

## Vida y carrera como actriz
Leiko Conquistó primero la pantalla grande alemana, protagonizando The Diamod Foundation (1917), Kain (1918), Ewiger Strom (1919), Die Frau im Käfig (1919) y Lola Montez (1919) como la bailarina.
Cuándo la era del cine mudo acabó, Leiko se retiró de la actuación. Después de la toma del poder por los nazis en 1933, regresó a su natal Letonia. En 1935 visitó la Unión Soviética y se quedó para unirse a la compañía del Teatro Estatal de Letonia en Moscú.
Durante la llamada "Operación Letona" el teatro se cerró, y el 15 de diciembre de 1937, Leiko fue arrestada bajo los cargos de pertenecer a una "conspiración nacionalista letona". El 3 de febrero de 1938 con 50 años de edad fue fusilada y enterrada en una fosa común en el campo de exterminio secreto de la NKVD en Butovo, cerca de Moscú.
Maria Leiko fue póstumamente rehabilitada por ausencia de delito (corpus delicti) el 12 de mayo de 1958.

## Memoria
El 14 de mayo de 2017 en Moscú, se colocó en la pared de la casa 9 del edificio 3 en el camino Obolensky una señal conmemorativa a la última Dirección de Maria Karlovna Leiko.

## Filmografía
- The Diamond Foundation (1917)
- The Zaarden Brothers (1918)
- Das Frühlingslied (1918)
- Lola Montez (1919)
- Freie Liebe (1919)
- Die Frau im Käfig (1919)
- Satanas (en inglés conocida como: Satan) (1920) interpretando a Irene
- Eternal River (1920) interpretando a Marija
- Die Kwannon von Okadera (1920) en el papel de Ingele von Geortz
- The Red Masquerade Ball (1921)
- Brandherd (también conocida como Verlogene Moral) (1921) interpretando a Anna
- Das Opfer der Ellen Larsen (1921)
- Am Webstuhl der Zeit (1921) (acreditada como Marija Leyko) interpretando a Ruth Einser, la asistente de Hansen.
- The Fear of Women (1921) interpretando a Reederstochter
- The Rats (1921) interpretando a Pauline Piperkarcka
- Die Frau von morgen (1921)
- Children of Darkness (1921, 2 pats) interpretando a Maria Geone
- Sunken Worlds (1922)
- Die Schneiderkomteß (1922) interpretando a la joven Condesa
- Der Frauenkönig (1923)
- The Treasure of Gesine Jacobsen (1923)
- Dr. Wislizenus (1924)
- Aufstieg der kleinen Lilian (1925)
- At Ruedesheimer Castle There Is a Lime Tree (1928) interpretando a la madre de Fritz
- The Green Alley (1928) interpretando a Katherina Rezek
- Die Räuberbande (1928)